# هبت
هبت قرية من قرى محافظة بدر في منطقة المدينة المنورة في السعودية، تقع غرب المدينة المنورة